# Henri Bok
Pour les articles homonymes, voir Bok.
Henri Bok (né le 9 mars 1950, Rotterdam) est un clarinettiste basse néerlandais connu pour ses compositions uniques.

## Carrière
Henri Bok est l'un des « trois grands » de l'histoire de la clarinette basse et  un ambassadeur mondial très actif de cet instrument, auquel il a consacré sa vie en tant qu'interprète, professeur, improvisateur et compositeur. Sa sonorité unique, riche et chaleureuse peut être entendue sur de nombreux enregistrements.
Henri Bok est connu pour ses nouvelles associations sonores qui donnent naissance à des formations instrumentales inhabituelles : Duo Contemporain (avec marimba/vibraphone), Duo Novair (avec accordéon), Bass Instincts (avec hautbois baryton), Duo Clarones (clarinette basse, duo avec Luis Afonso 'Montanha'), Duo HeRo (avec le pianiste de jazz Rob van Bavel) et Duo Hevans (avec Eleri Ann Evans, saxophones).
Henri Bok a également collaboré avec ses collègues musiciens Gustavo Beytelmann, José Luis Estellés, Mike Garson, Josef Horák, Bennie Maupin, Justo Sanz, Louis Sclavis, Willem Tanke, Henri Tournier, Dawn Upshaw, Eric Vloeimans, et bien d'autres musiciens de tous les styles et de tous les genres. Ces collaborations ont donné lieu à de nombreuses nouvelles pièces qui lui sont dédiées.
Henri Bok a été professeur de clarinette basse au Codarts (en) / conservatoire supérieur de Rotterdam (Pays-Bas). Il a été professeur de clarinette basse à Musikene jusqu'en 2020 (San Sebastián , Espagne), ainsi que professeur invité à la Robert Schumann Hochschule für Musik (Düsseldorf, Allemagne). Il occupe alors un nouveau poste à la Fontys Hogeschool voor de Kunsten, à Tilburg. Depuis 2000, il enseigne également la clarinette basse dans le cadre du cours d'été annuel de clarinette de Julian Menéndez à Ávila (Espagne). Henri Bok est également professeur d'improvisation libre et a participé à plusieurs festivals d'improvisation (notamment à Tallinn, en Estonie).
Le livre "New Techniques for the Bass Clarinet" (www.shoepair.com), que Henri Bok a écrit en 1989 (révisé en 2011), est considéré comme l'ouvrage de référence pour les instrumentistes et les compositeurs intéressés par les techniques étendues.
En 2005, Bok a été l'initiateur et le directeur artistique de la première Convention mondiale de la clarinette basse, qui s'est tenue à Rotterdam et à laquelle ont participé plus de cinq cents clarinettistes basses du monde entier.
Après sa première pièce Vinho do Porto Brasileiro (1997), Bok a écrit un grand nombre d'œuvres en solo et de musique de chambre. Ses compositions sont publiées par la maison Shoepair Music.
En 2018, il a obtenu son doctorat à l'Université de Leiden avec une thèse intitulée « La microtonalité profondément enracinée de la clarinette basse ».
Henri Bok est un essayeur pour la maison Buffet Crampon, les anches D'Addario, les becs Pomarico et les étuis Wiseman.

## Distinction
En reconnaissance de sa contribution exceptionnelle à la musique, Henri Bok a été fait chevalier de l'Ordre du Lion néerlandais par le roi Willem Alexander en avril 2014.

## Discographie
- Duo Contemporain, avec Miquel Bernat. Globe, 1994
- Duo Novair, avec Miny Dekkers. Globe, 1995
- Tube Makers, avec Miquel Bernat. Globe, 1998
- Music for Bass Clarinet and Piano, avec Rainer Klaas. Clarinet Classics, 1999.
- Worlds of Bass Clarinet. Globe, 1999.
- Duo Clarones, avec Luis Afonso Montanha. YBMusic, 2001
- Wicked ! Licence artistique, 2003
- BASSics, avec Rob Broek. Clarinet Classics, 2003.
- HeRo, avec Rob van Bavel. Bloomline, 2005.
- Henri Bok joue David Loeb. Vienna Modern Masters, 2005.
- In a Nutshell. DVD Shoepair Music Prod. 2006
- HeRo's Own, avec Rob van Bavel. DVD Shoepair Music Prod. 2008
- HeRo's Heroes, avec Rob van Bavel. Shoepair Music Prod. 2008
- HeRo's Classics, avec Rob van Bavel. Shoepair Music Prod. 2008
- Windsongs, avec Joaquin Meijide. Vienne Modern Masters, 2009
- Voices of the Four Seasons, Vienna Modern Masters, 2012
- Multitasking, Shoepair Music Prod. 2012